# Mästersmeden Kalle Anka
Mästersmeden Kalle Anka (engelska: The Village Smithy) är en amerikansk animerad kortfilm med Kalle Anka från 1942.

## Handling
Kalle Anka jobbar som smed; ett jobb han tar på största allvar. Men jobbet kräver sitt humör, särskilt om man ska lyckas med att göra ett par hästskor till en åsna som visar sig vara riktigt envis.

## Om filmen
Filmen hade svensk premiär den 12 september 1942 på biografen Olympia i Stockholm och visades tillsammans med långfilmen En sjusärdeles flicka (engelska: Four Jacks and a Jill) med Ray Bolger och Anne Shirley i huvudrollerna. Kortfilmen visades även separat på Sture-Teatern den 20 september 1943.
Filmen har haft flera svenska titlar genom åren. På 1940-talet gick den under titeln Mästersmeden Kalle Anka. Alternativa titlar till filmen är Kalle Anka som smed och Bysmeden.

## Rollista
- Clarence Nash – Kalle Anka[6]